# Ultima X
Ultima X: Odyssey aurait dû être le dixième volet de la saga Ultima, mais Electronic Arts décida d'arrêter le développement du jeu et annonça le 30 juin 2004 la fin du projet. Le personnel fut alors réaffecté sur Ultima Online dont l'équipe était en train de développer l'extension Samurai Empire.

## Alucinor
Situé chronologiquement après Ultima IX: Ascension, UX:O proposait au joueur de découvrir le monde d'Alucinor. Ce monde, ressemblant à Britannia, était en fait issu des rêves de l'Avatar tourmentés par le Gardien. En conséquence si des lieux familiers comme Terfin, le Lycaeum, Serpent's Hold ou Empath Abbey étaient annoncés, beaucoup de nouvelles terres étaient à découvrir comme Grimwall ou Mount Bold. À noter qu'aucune ville classique comme Britain ou Trinsic n'était annoncée.
Dans ce monde mi-onirique, mi-réel cohabitaient les six races jouables: 
1. les humains (m&f),
2. les elfes (m&f),
3. les gargouilles (m&f),
4. les phoda (m&f),
5. les pixies (f),
6. les orcs (m).

## Voies et Disciplines
Chaque personnage d'UX:O aurait appartenu à l'une des 4 Voies et des 12 Disciplines.
- Arcane (Arcane)
  - Mage (Mage)
  - Sorcier (Sorcerer)
  - Rétameur (Tinker)
- Équilibre (Balance)
  - Barde (Bard)
  - Paladin (Paladin)
  - Nécromancien (Necromancer)
- Lame (Blade)
  - Guerrier (Fighter)
  - Barbare (Barbarian)
  - Chevalier (Knight)
- Nature (Nature)
  - Druide (Druide)
  - Rôdeur (Ranger)
  - Berger (Shepherd)

## Vertus & Ascension
UX:O devait se situer à mi-chemin entre le MMO et le jeu solo. Le but du joueur était de faire progresser son personnage sur la voie de l'Avatar en accomplissant des tâches et des quêtes associées aux Vertus afin d'inspirer le peuple d'Alucinor et de combattre l'influence néfaste du Gardien. Une fois le Cercle le plus élevé atteint dans une Vertu, le personnage obtenait le titre d'Avatar partiel. Une fois les huit Vertus maitrisées, la progression du personnage arrivant à son terme, celui-ci connaissait une ascension et n'était dès lors plus jouable. Le joueur créait alors un nouveau personnage se trouvant être un disciple du précédent et "héritait" de traits améliorés en fonction de la Vertu d'affiliation du disciple.

## Un système décrié
Déjà avant sa sortie le jeu faisait l'objet de critique de la part d'un certain nombre de personnes. En effet les races étaient purement cosmétiques puisqu'aucune variation dans les caractéristiques n'était prévue. Pas non plus d'artisanat en dehors de l'investissement de point de Vertu dans l'équipement du personnage, ni de demeure personnelle pour les joueurs ou de moyen de transport (cheval, bateau…).